# 羅山伯公
羅山伯公是廣東省揭東縣土地公與保護神，也被稱為「福德老爺」。

## 伯公簡介
羅山伯公通常指新亨羅山伯公是廣東省揭陽市揭東區新亨鎮的一個景點。羅山伯公位於新亨鎮西南，其實是指新亨鎮當地的土地公。伯公在潮汕地區的土地爺中的名號為「福德老爺」。羅山原名瑯山，全天開放並且不收取門票費用，風景秀美，有著名旅遊景點石牯亭。羅山伯公在海內外都有相當的知名度，不少揭陽本地人和外地人都會慕名前來求籤祈福，深受人民的敬仰。

## 伯公傳說
相傳，羅山從前還是一片荒無人煙的土地，在這片土地上生長著很多野草猛獸，經常對過路人進行傷害。某天八仙遊於此地，正當八仙正樂呵時，忽然張果老的毛驢叫了起來，八仙一看，原來是毛驢在和眾野獸搏鬥，八仙遂將野獸驅趕至一處，灑下石土雨，後來又在此放置三顆田螺，變成一座小山，八仙覺得這樣這片土地的風景會更加宜人。因為此山由田螺變成，便被稱為「螺山」，時間久了，便成了羅山。